# Arusza (region)
Arusza – region (mkoa) w Tanzanii.
W 2002 roku region zamieszkiwało 1 288 088 osób. W 2012 ludność wynosiła 1 694 310 osób, w tym 821 282 mężczyzn i 873 028 kobiet, zamieszkałych w 378 825 gospodarstwach domowych.
Region podzielony jest na 7 jednostek administracyjnych drugiego rzędu (dystryktów):
- Arusha City Council
- Arusha District Council
- Karatu District Council
- Longido District Council
- Monduli District Council
- Meru District Council
- Ngorongoro District Council